# Deir Koucheh
Deir Kouche è un centro abitato e comune (municipalité) del Libano situato nel distretto dello Shuf, governatorato del Monte Libano.